# بيل آدامز (لاعب كرة قدم أمريكية)
بيل آدامز (بالإنجليزية: Bill Adams)‏ هو لاعب كرة قدم أمريكية أمريكي، ولد في 4 فبراير 1950 في لين في الولايات المتحدة.

## وصلات خارجية
- بيل آدامز على موقع مرجع كرة القدم المحترفة.كوم (الإنجليزية)